# Geovany Quenda
Geovany Tcherno Quenda (Bissau, 30 de abril de 2007) é um futebolista português que joga a extremo. Atualmente, representa o Sporting.

## Carreira
Em 2016, Basaúla, ex-jogador com passagens pelo Vitória SC, Belenenses e Moreirense, era coordenador da formação do Damaiense, onde Quenda começou a jogar futebol.  Basaúla viu nele um jogador fora do comum e tratou rapidamente de garantir a sua permanência no clube, tornando-se seu tutor. Ao fim de duas temporadas pelo clube, transferiu-se para o Benfica. 
Depois de jogar duas temporadas no Benfica, Quenda deixa o clube e muda-se para a Academia Cristiano Ronaldo. As duas primeiras temporadas no Sporting foram atípicas, devido à pandemia provocada pelo COVID-19. Na temporada 2021/22, já de volta à normalidade, joga pelas equipas de sub-15 e sub-17 e Campeonato Nacional de Iniciados.
A época de 2022/23 foi considerada a de afirmação, com 20 golos apontados ao serviço dos sub-17, e consequente chamada à equipa sub-23, orientada por João Pereira. Na época seguinte estreou-se na Liga Revelação e na Liga 3, tornando-se o jogador mais jovem de sempre a jogar pelo Sporting B.
Na época 2024/25, foi chamado para seleção principal por Ruben Amorim. Na sua estreia oficial pela equipa principal, marca o primeiro golo pela equipa leonina, num jogo contra o FC Porto para a Supertaça Cândido de Oliveira, tornando-se o mais jovem marcador da competição.  Na temporada de estreia na equipa principal ajudou na conquista da dobradinha. 
Em março de 2025, o Sporting CP anunciou a venda de Geovany Quenda e Dário Essugo ao Chelsea FC, num negócio conjunto avaliado em 74,4 milhões de euros. Quenda foi transferido por 52,1 milhões de euros, permanecendo no Sporting até ao final da época 2025–26.
É internacional jovem por Portugal e destacou-se em Europeus de sub-17 e sub-21, entrando no onze ideal dos dois torneios. Embora já tinha sido convocado por Roberto Martinez para representar a seleção principal, ainda não teve oportunidade de entrar em jogo.

## Títulos
- Taça de Portugal: 2024/25
- Primeira Liga: 2024/25
- Campeonato Nacional Sub-15: 2021/22
- Campeonato Distrital Sub-10: 2017/18